# Wild Adapter
Wild Adapter (ワイルドアダプター, Wairudo Adaputā) est un manga en 6 tomes de Kazuya Minekura, paru en 2001 au Japon dans le magazine Chara Comics.

## Résumé
Kubota Makoto est une sorte de génie asocial qui fait son trou chez des yakuza, dirigeant une équipe de jeunes pendant un temps. Personne ne sait grand-chose sur lui ; il n'aime ni les femmes, ni les hommes ; rien ne semble l'intéresser.
Une nouvelle drogue fait son apparition sur le marché, la W.A. (Wild Adapter), qui transforme ceux qui la prennent en monstres et les tue. Kubota est ami à la fois avec la police et les mafieux, si bien qu'il se retrouve à enquêter plus ou moins sur cette drogue.
Son second se fait tuer, et Kubota décide de quitter les yakuza, s'attirant les foudres du chef suprême.
Et dans la rue, Kubota trouve ce qu'il appellera un « chat errant », un jeune homme à moitié mort avec une main toute difforme semblable aux griffes des drogués, Tokito, qu'il ramène chez lui…